# Metoda realizacji przedsięwzięcia budowlanego
Metoda realizacji przedsięwzięcia budowlanego (ang. project delivery method) – system wykorzystywany przez inwestora lub właściciela do organizowania i finansowania usług projektowania, budowy, eksploatacji i utrzymania obiektu poprzez zawieranie umów prawnych z jednym lub kilkoma podmiotami lub stronami.
Podstawowe metody realizacji przedsięwzięcia budowlanego obejmują jedynie organizację projektowania i budowy obiektu, regulując relacje pomiędzy właścicielem – inwestorem, projektantem i wykonawcą.
W wielu krajach te metody realizacji przedsięwzięcia budowlanego przebiegają zwykle w zgodzie ze standardowymi umowami publikowanymi przez stowarzyszenia branżowe, choć inwestorzy publiczni czasem używają umów zmodyfikowanych lub własnych.
Do stowarzyszeń branżowych publikujących standardowe umowy należą:
- w Stanach Zjednoczonych Amerykański Instytut Architektów[6] (American Institute of Architects – AIA), Wspólny Komitet Inżynierów do Spraw Dokumentów Umownych (ang. Engineers Joint Contract Documents Committee – EJCDC)[7], Koalicja Uzgodnionych Dokumentów (ang. ConsensusDocs Coalition)[8]
- w Kanadzie Kanadyjski Komitet Dokumentów Budowlanych[9] (Canadian Construction Documents Committee – CCDC) – organizacja złożona ze stowarzyszeń reprezentujących przedsiębiorstwa konsultingowe inżynierów[10], budowlańców[11], specyfikatorów[12], oraz architektów[13],
- w Wielkiej Brytanii Wspólny Trybunał do Spraw Umów Budowlanych[14] (Joint Contracts Tribunal – JTC) założony przez Królewski Instytut Architektów Brytyjskich[15] (Royal Institute of British Architects – RIBA) i Narodową Federację Pracowników Branży Budowlanej (National Federation of Building Trades Employers – NFBTE) działającą w latach 1928–1979, oraz publikujący odrębne umowy Instytut Inżynierów Cywilnych (Institution of Civil Engineers – ICE),
- a także Międzynarodowa Federacja Inżynierów Konsultantów (Fédération Internationale Des Ingénieurs-Conseils – FIDIC) z siedzibą w Genewie[16][17], której umowy publikuje po polsku Stowarzyszenie Inżynierów Doradców i Rzeczoznawców (SIDiR)[18][19].

Prócz standardowych umów między inwestorem a wykonawcą, inwestorem a projektantem/ konsultantem, stowarzyszenia branżowe publikuja również:
- przewodniki korzystania z tych umów[28],
- formularze używane podczas przetargów i w trakcie trwania umów[29][30][31][32],

- podręczniki rekomendujące:
  - sposoby przeprowadzania przetargów na usługi budowlane[33]
  - poziom ubezpieczenia majątku i odpowiedzialności cywilnej projektu w trakcie realizacji – umowy dwustronne z ubezpieczycielem[34],
  - typy poręczeń (ang. bond) za wykonawców na rzecz inwestorów przez instytucje finansowe (ang. surety) – umowy trójstronne inwestora i wykonawcy z poręczycielem[35], jak np.
    - wadium (ang. bid bond),
    - gwarancja wykonania budowy zgodnie z umową i jej dokończenia lub naprawy na koszt poręczyciela w razie niekompetencji lub niewypłacalności wykonawcy – poręczenie wykonania (ang. performance bond),
    - gwarancja zapłaty podwykonawcom i dostawcom za robociznę i materiały – poręczenie zapłaty (ang. labour and material bond) – dodatkowe zabezpieczenie ponad gwarantowane ustawowym zastawem mechanika, lub stosowane na budowach inwestora publicznego, którego grunty nie podlegają zastawowi mechanika.
    - gwarancja usunięcia wad lub usterek (ang. maintenance bond) wykrytych po zakończeniu budowy – poręczenie konserwacji[36][37][38].

  - sposoby mediacji i arbitracji pomiędzy stronami umowy[39],
  - a nawet część modelowych specyfikacji budowlanych w MasterFormat – sekcja 00 dotycząca wymogów przetargowych i umownych[40], i sekcja 01 dotcząca ogólnych wymagań technicznych[41]

Złożone metody realizacji przedsięwzięcia budowlanego prócz procesu projektowania i budowy obejmują również pozyskanie gruntu, finansowanie, wyposażenie gotowego obiektu w specjalistyczny sprzęt, umeblowanie bądź wyposażenie potrzebne do jego natychmiastowej eksploatacji zgodnie z funkcją, obsługę eksploatacji obiektu i jego utrzymanie. Wówczas inwestor zawiera zindywidualizowaną umowę z pojedynczym podmiotem na dostarczenie usług, tak projektowych i wykonawczych, jak i na pozyskanie, przekształcenie i uzbrojenie gruntu, finansowanie projektu, zarządzanie gotową nieruchomością lub infrastrukturą, i inne niezbędne usługi, a ten z kolei zawiera umowy, standardowe, lub nie, z deweloperem gruntu, instytucją finansującą, projektantem, wykonawcą robót budowlanych, specjalistą zarządzania obiektem infrastruktury, czy nieruchomością i innymi specjalistycznymi usługodawcami, z którymi inwestor nie jest związany umownie.
Gdy inwestor jest podmiotem administracji publicznej, to zawarta przez niego umowa z jednym podmiotem na realizację przedsięwzięcia budowlanego obejmująca zwykle prócz projektowania i budowy dodatkowe usługi, jak wymienione powyżej, jest znana jako Partnerstwo publiczno-prywatne (P3).

## Kryteria wyboru metody realizacji przedsięwzięcia budowlanego
Przy wyborze metody realizacji projektu budowlanego uwzględnia się takie kryteria jak:
- zakres projektu,
- wymagania co do wydajności i jakości,
- pożądany poziom współpracy pomiędzy uczestnikami projektu,
- harmonogram i termin zakończenia prac,
- koszty – w szczególności priorytety inwestora co do pewności poniesionych kosztów,
- zasoby ludzkie inwestora poświęcane projektowi, oraz poziom jego znajomości procesu inwestycyjnego,
- sposoby wymiany informacji – poziom zaangażowania inwestora w projekt,
- wymagania co do ekspertyzy wykonawczej na wczesnym etapie projektowania,
- preferencje i ograniczenia inwestora, np. gdy jego wybór metody realizacji projektu jest ograniczony ustawowo lub polityką firmy.

## Powszechne sposoby płatności za realizację usług budowlanych

### Ryczałt
(ang. Stipulated Price – Lump Sum)
Wykonawca zgadza się wykonać w pełni określony zakres robót za określoną sumę pieniężną.

### Cena jednostkowa
(ang. Unit Price)
Zakres robót jest określony w zdefiniowanych jednostkach (jak określona długość drogi, objętość wykopu itp.), których ilość jest oszacowana. Na tej podstawie uczestnicy przetargu zgłaszają oferty cen za jednostki. Wykonawca jest opłacany za rzeczywiście wykonaną ilość jednostek robót.

### Koszt plus – wynagrodzenie kosztorysowe
(ang. Cost Plus)
Wykonawca jest wynagradzany za koszty poniesione, plus zysk wyrażony kwotowo lub procentowo – marża. Ten rodzaj wynagrodzenia określa Kodeks Cywilny w art 629 do 632 jako wynagrodzenie kosztorysowe. Ta forma płatności jest również znana jako ang. Time and materials (T&M).

### Koszt zamierzony
(ang. Target Cost)
Inwestor i wykonawca ustalają koszt zamierzony. Prace są prowadzone na zasadzie „koszt plus”. Po zakończeniu prac różnica pomiędzy kosztem zamierzonym a rzeczywistym jest dzielona pomiędzy inwestora i wykonawcę. Przekroczenie kosztów pokrywa po części inwestor, a po części wykonawca.

### Gwarantowana cena maksymalna
(ang. Guaranteed Maximum Price – GMP)
Inwestor i wykonawca ustalają gwarantowaną cenę maksymalną. Prace są prowadzone na zasadzie „koszt plus”. Po zakończeniu prac różnica pomiędzy gwarantowaną ceną maksymalną a rzeczywistym kosztem jest dzielona pomiędzy inwestora i wykonawcę, lecz inwestor nie płaci nic ponad gwarantowaną cenę maksymalną. Przekroczenie kosztów pokrywa w całości wykonawca.

## Podstawowe metody realizacji przedsięwzięcia budowlanego

### Projekt–przetarg–budowa (DBB)
(ang. Design-Bid-Build – DBB, lub Design-Award-Build – DAB – Projekt-wybór oferenta-budowa)
W metodzie realizacji przedsięwzięcia „projekt–przetarg–budowa”, znanej także jako „buduj”, właściciel/inwestor wraz z projektantem – architektem, inżynierem – opracowuje dokumenty umowy inwestora z wykonawcą, składające się tekstu umowy, szczegółowych specyfikacji technicznych w MasterFormat, oraz z zestawu rysunków technicznych. Na podstawie tych dokumentów, w ramach przetargu, są pozyskiwane oferty na wykonanie robót budowlanych; zamówienie jest następnie przyznawane najniższej ofercie składanej przez godnego zaufania głównego wykonawcę.

#### Projekt–przetarg–budowa – wersja klasyczna
ang. DBB

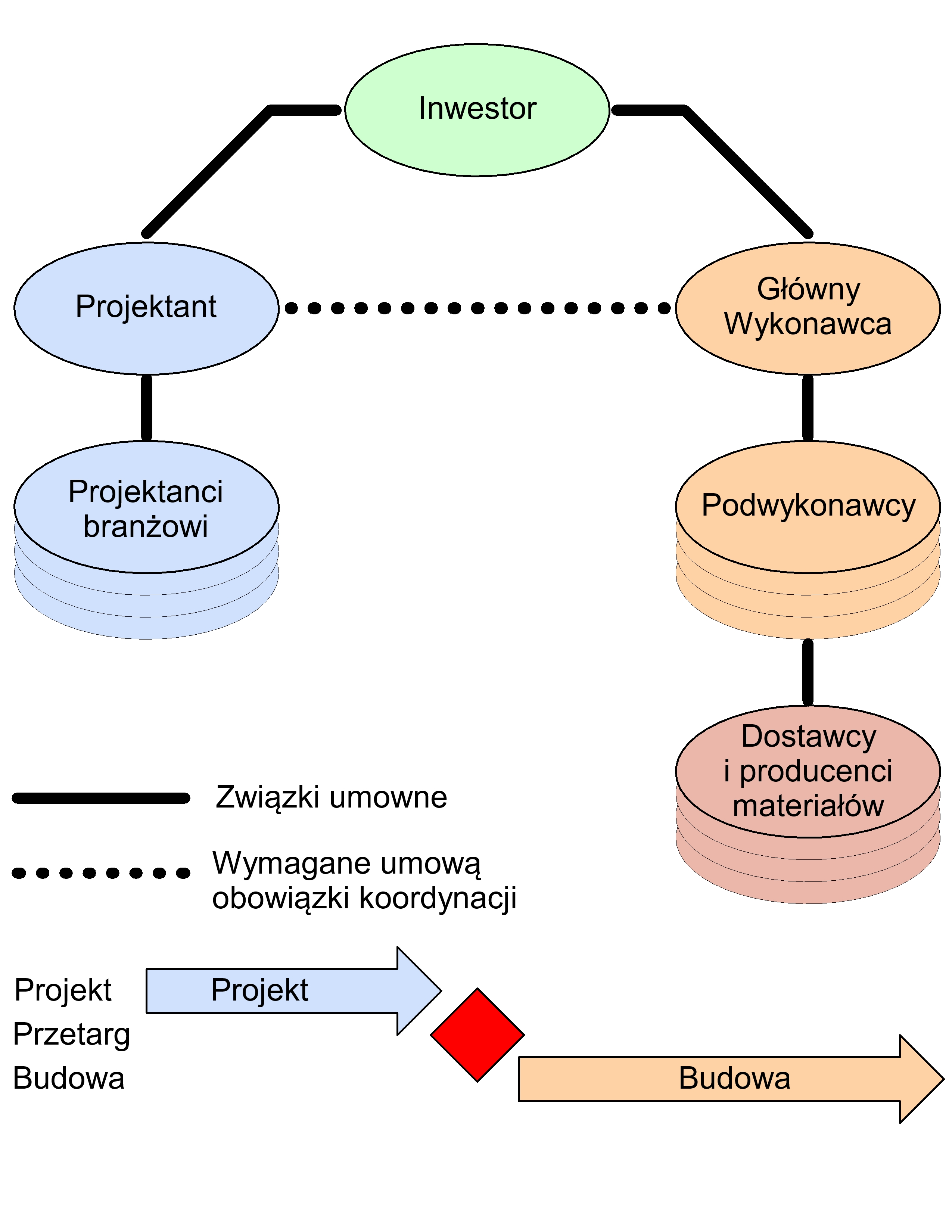
Projekt-przetarg-budowa

Inwestor osobno najpierw zawiera umowę z projektantem, a po przetargu, osobno, z głównym wykonawcą.
Projekt wykonawczy jest w pełni ukończony w momencie przetargu, a w trakcie budowy projektant pełni funkcję administratora umowy na usługi budowlane (ang. Contract Administrator – CA), z grubsza odpowiadającej funkcji inspektora nadzoru inwestorskiego. Funkcja administratora umowy jest uwzględniona w umowie pomiędzy inwestorem a głównym wykonawcą, choć projektant nie jest stroną tej umowy. Relacje pomiędzy reprezentującym inwestora administratorem projektu, będącym jednocześnie projektantem, a wykonawcą bywają adwersaryjne, bo nie są związani umową, co ma swoje plusy – projektant dobrze pilnuje interesów inwestora i rzetelnego wykonania projektu, zgodnie z intencjami zapisanymi w dokumentach umownych, które interpretuje, dobrze je znając. Nie zawsze jednak sprzyja to udanej współpracy, a przedsięwzięcie nie czerpie w pełni korzyści z wiedzy wykonawcy o rynku i rozwiązaniach budowlanych, przy czym wykonawca ma skłonność do szukania dodatkowych zysków własnych w niedopowiedzeniach dokumentów projektu wykonawczego. Co nie jest zawarte w dokumentach umownych, w tym na rysunkach projektu wykonawczego, lub w specyfikacjach technicznych, nie jest częścią umowy, nie jest wliczone w ryczałtową cenę umowną, i jeśli ma być zrealizowane, musi być opłacone odrębnie, po cenach detalicznych, przez inwestora, bądź projektanta.
Budowę prowadzi główny wykonawca (General Contractor – GC – dosłownie główny umawiający się). Typowe umowy pozwalają głównemu wykonawcy na prowadzenie prac własnymi metodami i siłami, a dokumenty umowne, to jest specyfikacje i rysunki projektowe, określają wyłącznie wyniki pracy (work results), choć w indywidualnie dopasowanych do potrzeb inwestora (zwykle państwowego) umowach, mogą być od tej zasady odstępstwa.
Zmiany w projekcie, których życzy sobie inwestor, mogą zostać uwzględnione w trakcie budowy poprzez zatwierdzanie zmian w umowie (ang. change orders, change directives), wpływajacych na ostateczną cenę i czas budowy. Mogą one wówczas odbiegać od ceny i harmonogramu przyjętego w wyniku przetargu, o ile przedstawioną przez głównego wykonawcę ofertę proponowanej realizacji zmian zaakceptuje inwestor. Projektant, jako administrator umowy (CA) jest facylitatorem tych zmian.
Cena za usługi budowlane i czas ich wykonania są ustalone przed rozpoczęciem budowy.
Sposób zapłaty za usługi budowlane to zwykle ryczałt (stipulated price/ lump sum)
Ten rodzaj umowy jest reprezentowany między innymi przez:
w Stanach Zjednoczonych – dokumenty AIA A101 „Standardowy formularz umowy między właścicielem a wykonawcą, w którym podstawą płatności jest ryczałt” – „Standard Form of Agreement Between Owner and Contractor where the basis of payment is a Stipulated Sum” i AIA A201 „Ogólne Warunki Kontraktu na Budowę” – „General Conditions of the Contract for Construction”
w Kanadzie – dokument CCDC2 „Umowa z ryczałtem” – „Stipulated Price Contract”.
w Europie i na Bliskim Wschodzie FIDIC „Czerwona książka – Warunki umowy z głównym wykonawcą” (ang. Red Book – Conditions of Contract for Construction)
w Wielkiej Brytanii JTC „Standardowa umowa na usługi budowlane” (ang. JTC Standard Building Contract),
Inną formą jest płatność w cenach jednostkowych, używana przy zawieraniu umów na roboty infrastrukturalne (drogi, wykopy itp.) reprezentowana przez kanadyjski dokument CCDC4 „Umowa z ceną jednostkową” – „Unit Price Contract”.
W klasycznej metodzie realizacji projektu budowlanego „projekt-przetarg-budowa” możliwe jest osiągnięcie budynku wysokiej jakości, w pełni odzwierciedlającego zamysł i aspiracje inwestora, w niskiej cenie, jednak możliwości osiągnięcia oszczędności czasowych są ograniczone. Zastosowanie budowy „szybką ścieżką” – (ang. „Fast Track”), nie jest możliwe, ze względu na sekwencję projektowania, przetargu i budowy nienakładające się na siebie. W trójkącie jakość-cena-czas najmniej zyskamy na czasie.
Jest to tradycyjny model realizacji projektów infrastrukturalnych sektora publicznego i najbardziej powszechna metoda realizacji projektów budowlanych, tak państwowych, jak i prywatnych.

#### Projekt-przetarg-budowa z wielością głównych umów. (MP)

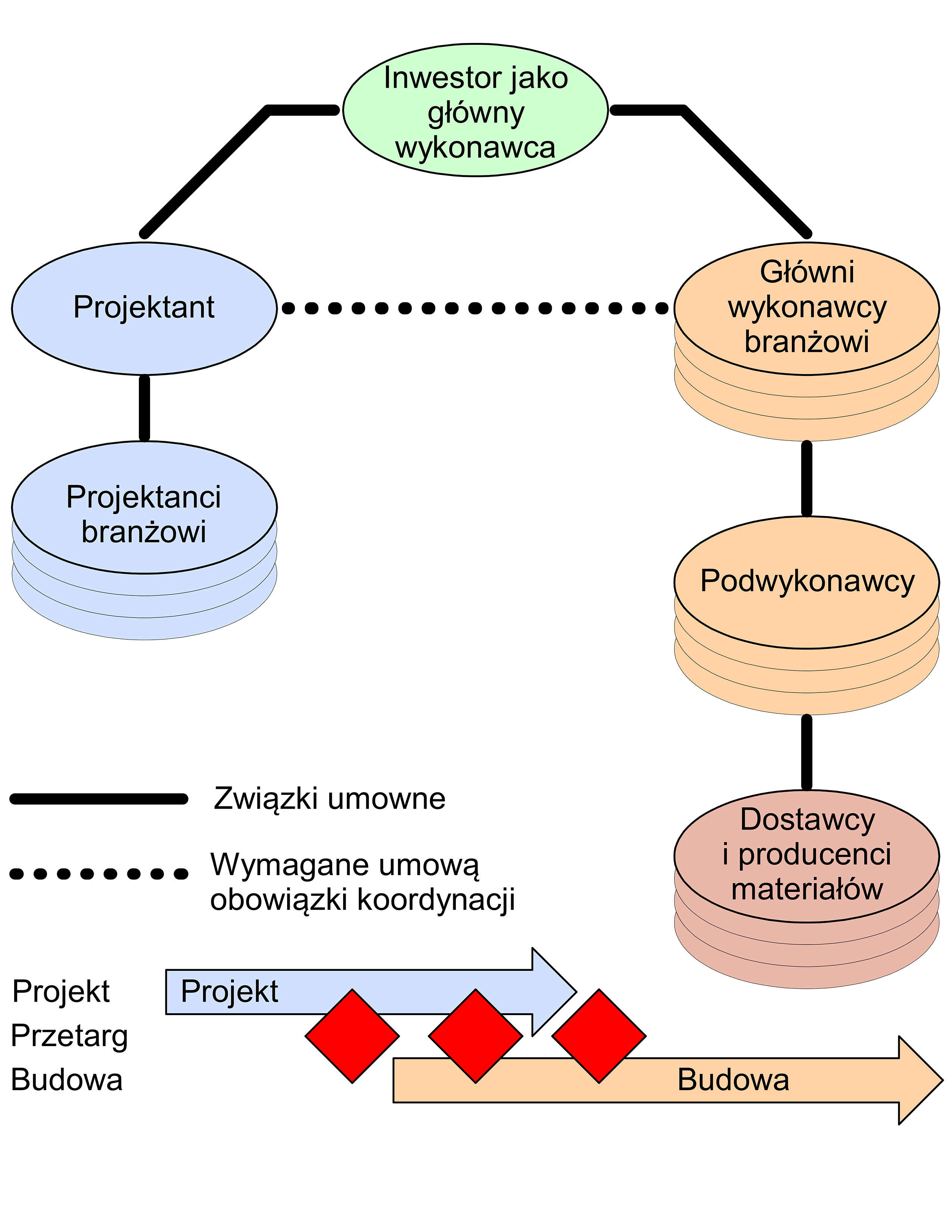
Projekt-przetarg-budowa z wielością głównych umów

ang. DBB with Multiple Prime Contracts (DBB with MP)
Inwestor/ właściciel działa jako główny wykonawca, zawierając bezpośrednie umowy z budowlańcami, którzy zwykle pełniliby funkcje podwykonawców. Projektant przygotowuje osobno pakiety dokumentów projektu wykonawczego na przetargi dla każdego z zatrudnianych przez właściciela wykonawców branżowych. Inwestor odpowiada za koordynację wykonawców na budowie. Niektóre stany USA, jak Illinois, Nowy Jork, Karolina Północna, Północna Dakota, i Pennsylwania wymagają użycia tej metody przy realizacji publicznych przedsięwzięć budowlanych, jak np. szkoły.

#### Projekt-przetarg-budowa z zarządcą przedsięwzięcia budowlanego (DBB with CM)
ang. DBB with Construction Management (DBB with CM)

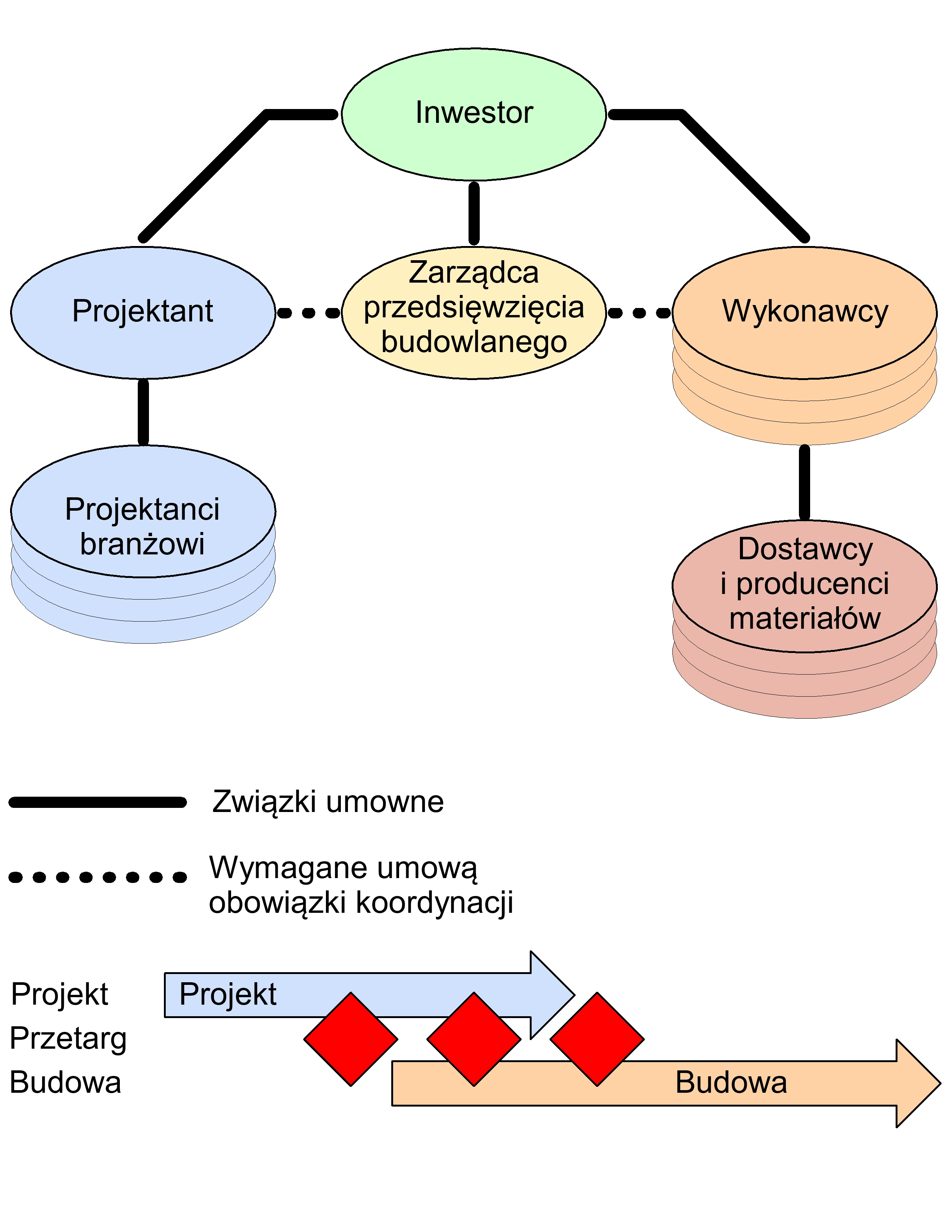
Projekt-przetarg-budowa z zarządcą przedsięwzięcia budowlanego jako doradcą

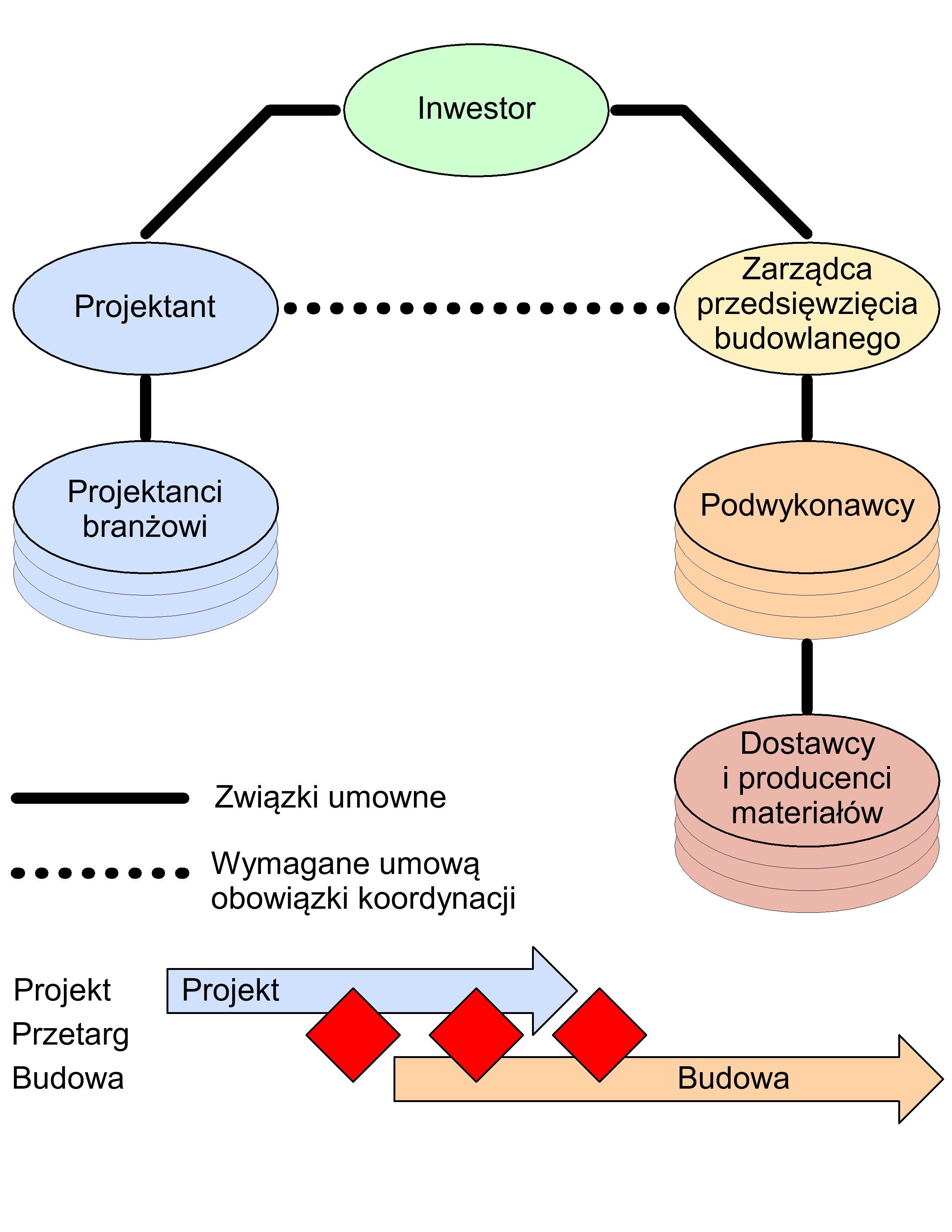
Projekt-przetarg-budowa z zarządcą przedsięwzięcia budowlanego jako doradcą i wykonawcą

Projekt-przetarg-budowa z zarządcą przedsięwzięcia budowlanego, zane także jako zarządzanie wykonawstwem, lub zarządzanie budową to zmodyfikowana wersja podejścia „projekt-przetarg-budowa”.
Inwestor osobno zawiera umowę z projektantem, a osobno z zarządcą przedsięwzięcia budowlanego – podmiotem „posiadającym ekspertyzę w dziedzinie planowania, zarządzania i kontrolowania procesu budowy, oraz organizowania i kontrolowania operacji na placu budowy. Inwestor zatrudnia zarządcę przedsięwzięcia budowlanego wcześnie w fazie projektowania, pozwalając mu świadczyć usługi kosztorysowania, przygotowywania harmonogramu prac, oceny poziomu łatwości wybudowania i obsłużenia projektowanego obiektu, prócz zarządzania samym pozyskiwaniem usług budowlanych, i kierowania procesem budowlanym”.
W momencie, gdy dokumentacja umowna: projekt i specyfikacje są częściowo wykonane, co najmniej przed przejściem do wykonania projektu wykonawczego – właściciel zatrudnia zarządcę przedsięwzięcia budowlanego jako swego przedstawiciela w relacjach z projektantem i podwykonawcami. Zarządca projektu budowlanego ma zwykle rozległe doświadczenie jako główny wykonawca. Po ukończeniu znacznej części dokumentacji umownej zarządca przedsięwzięcia budowlanego przeprowadza przetarg wśród podwykonawców. Pozwala to na szybszy przebieg budowy i pozwala właścicielowi dzielić z zarządcą przedsięwzięcia budowlanego część ryzyka związanego z projektem budowlanym.
W relacjach z projektantem zarządca przedsięwzięcia budowlanego świadczy usługi ekonomizowania projektu technicznego pod kątem wyboru dostępnych na rynku technologii, metod organizacji procesu budowlanego, materiałów, podwykonawców, zwiększających wydajność i ograniczających nakłady sił i środków. Ten rodzaj ekonomizacji zwie się potocznie inżynierią wartości (value engineering).
Zarządca przedsięwzięcia budowlanego CM sporządza harmonogram przygotowania przez projektanta pakietów będących częściami projektu wykonawczego dla wybranych grup podwykonawców na przetarg, co umożliwia rozpoczęcie wcześniejszych etapów budowy (np. wylewania fundamentów) przed zakończeniem w całości projektu wykonawczego. Dzięki temu, że czas przygotowania projektu częściowo pokrywa się z czasem budowy zyskuje się oszczędności czasowe – ta metoda realizacji projektu budowlanego pozwala na stosowanie „szybkiej ścieżki” – „Fast Track”. W trójkącie jakość-cena-czas zyskamy na czasie, przy czym inwestor ma nadal pełną kontrolę nad jakością projektu będąc bezpośrednio związany umową z projektantem, który może się z nim swobodnie komunikować przez cały czas realizacji projektu. Co do tego, czy przy realizacji projektu budowlanego metodą projekt-przetarg-budowa z zarządcą przedsięwzięcia budowlanego uzyskujemy najniższą możliwą do uzyskania w danych warunkach rynkowych cenę, zdania są podzielone.
Sposób zapłaty za usługi budowlane to zwykle koszt plus gwarantowana cena maksymalna (Cost Plus Guaranteed Maximum Price – GMP), wcześniej uzgodniona umownie, na podstawie wstępnych kosztorysów przygotowanych przez zarządcę przedsięwzięcia budowlanego, lub/oraz niezależnego kosztorysanta zatrudnionego przez inwestora.
Podmiotu, jakim jest zarządca przedsięwzięcia budowlanego – Construction Manager – CM, nie należy mylić z pozycją kierownika projektu – ang. Project Manager – PM, który w każdym z podmiotów procesu realizacji projektu budowlanego: inwestora, projektanta, zarządcy przedsięwzięcia budowlanego, czy wykonawcy, może się zajmować zarządzaniem realizacją projektu. Bywa też, że inwestor zatrudnia odrębne przedsiębiorstwo do świadczenia usług kierownika projektu (ang. Project Manager) - inwestora zastępczego, a ten podmiot w jego imieniu zajmuje się zatrudnieniem projektanta i wykonawcy, bądź zarządcy przedsięwzięcia budowlanego. Dziedziną kompetencji kierownika projektu PM jest zarządzanie wg reguł wytyczanych przez Instytut Zarządzania Projektem Project Management Institute – PMI. Dziedziną kompetencji zarządcy przedsięwzięcia budowlanego – CM jest organizacja procesu budowlanego.
Promowaniem najlepszych praktyk metody realizacji przedsięwzięć budowlanych „projekt-przetarg-budowa z zarządcą przedsięwzięcia budowlanego” zajmuje się Construction Management Association of America.
Istnieją dwa warianty metody realizacji projektu w ramach formatu projekt-przetarg-budowa z zarządcą przedsięwzięcia budowlanego:

##### Projekt-przetarg-budowa z zarządcą przedsięwzięcia budowlanego jako doradcą (DBB with CMa)
ang. DBB with Construction Management as Advisor; Construction Management for Services (DBB with CMa)
Zarządca przedsięwzięcia budowlanego jako doradca, w zamian za wynagrodzenie umowne, działa jako przedstawiciel inwestora, udzielając usług doradczych, administrując i nadzorując umowy zawierane przez inwestora z wykonawcami branżowymi i zawodowymi (specjalistycznymi). Inwestor ponosi całe ryzyko wynikające z każdej umowy z wymienionymi wykonawcami, jak gdyby inwestor był głównym wykonawcą. Inwestor jest istotnie zaangażowany w zawarcie i administrację umów z wieloma wykonawcami, zarówno podczas budowy, jak i po jej zakończeniu, w okresie gwarancyjnym, a może również być zmuszony podjąć odpowiedzialność cywilną za bezpieczeństwo i higienę pracy na budowie.
W tej metodzie używa się standardowych umów z projektantem/konsultantem, oraz dodatkowych dwóch typów umów – jednej pomiędzy zarządcą przedsięwzięca budowlanego a inwestorem, a drugiej pomiędzy inwestorem a wykonawcą branżowym, lub specjalistycznym. Są one publikowane przez American Institute of Architects, Engineers Joint Contract Documents Committee – EJCDC, ConsensusDocs Coalition, Construction Management Association of America, Canadian Construction Documents Committee, Joint Contracts Tribunal.

##### Projekt-przetarg-budowa z zarządcą przedsięwzięcia budowlanego jako doradcą i wykonawcą (DBB with CMc)
ang. DBB with Construction Management as Constructor, DBB with Construction Management at Risk; Construction Management for Services and Construction(DBB with CMc)
Zarządca przedsięwzięcia budowlanego jako doradca i wykonawca prócz pełnienia funkcji doradczych w fazie projektowej przedsięwzięcia, oraz organizowania przetargów dla wykonawców branżowych i specjalistycznych, zawiera umowy z tymi wykonawcami, działając jako główny wykonawca i ponosząc odpowiedzialność i związane z nią ryzyko, za pracę podwykonawców. Po zakończeniu budowy obsługuje gwarancje, w okresie trwania rękojmi, zwykle przez rok od momentu zasadniczego zakończenia prac budowlanych i jest jedynym podmiotem, z którym inwestor musi się kontaktować dla obsługi rękojmi na jakość użytych materiałów i komponentów budowlanych i jakość wykonania. Po okresie rękojmi, w tej, jak i każdej innej metodzie realizacji przedsięwzięcia budowlanego, na podstawie wymogów umowy sprecyzowanych w specyfikacjach technicznych w MasterFormat, inwestorowi mogą przysługiwać długoterminowe gwarancje na komponenty i wykonawstwo poręczane przez związki branżowe wykonawców, jak związki dekarzy, stolarzy itp. Elementem oddania obiektu inwestorowi jest przekazanie mu przez wykonawcę, a sprawdzanego przez głównego konsultanta – projektanta, zwykle architekta, Podręcznika eksploatacji i utrzymania (ang. Operation and Maintenance Manual), zawierającego instrukcje obsługi użytych komponentów i wyposażenia budowlanego i wszystkie wymagane w specyfikacjach technicznych długoterminowe gwarancje.
W metodzie tej używa się standardowych umów z projektantem/konsultantem, oraz umowy pomiędzy zarządcą przedsięwzięcia budowlanego a inwestorem. Są one publikowane przez American Institute of Architects, ConsensusDocs Coalition, Construction Management Association of America, Canadian Construction Documents Committee. W niektórych przypadkach po zakończeniu przeprowadzania przetargów i wyborze wykonawców branżowych i specjalistycznych możliwa jest zamiana umowy z zarządcą przedsięwzięcia budowlanego jako doradcą i wykonawcą, na standardową umowę z głównym wykonawcą, używaną w klasycznej formie realizacji przedsięwzięć budowlanych metodą projekt-przetarg-budowa, np. zamiana z umowy według dokumentu CCDC5B na umowę według dokumentu CCDC2.

### Projekt-budowa (DB)

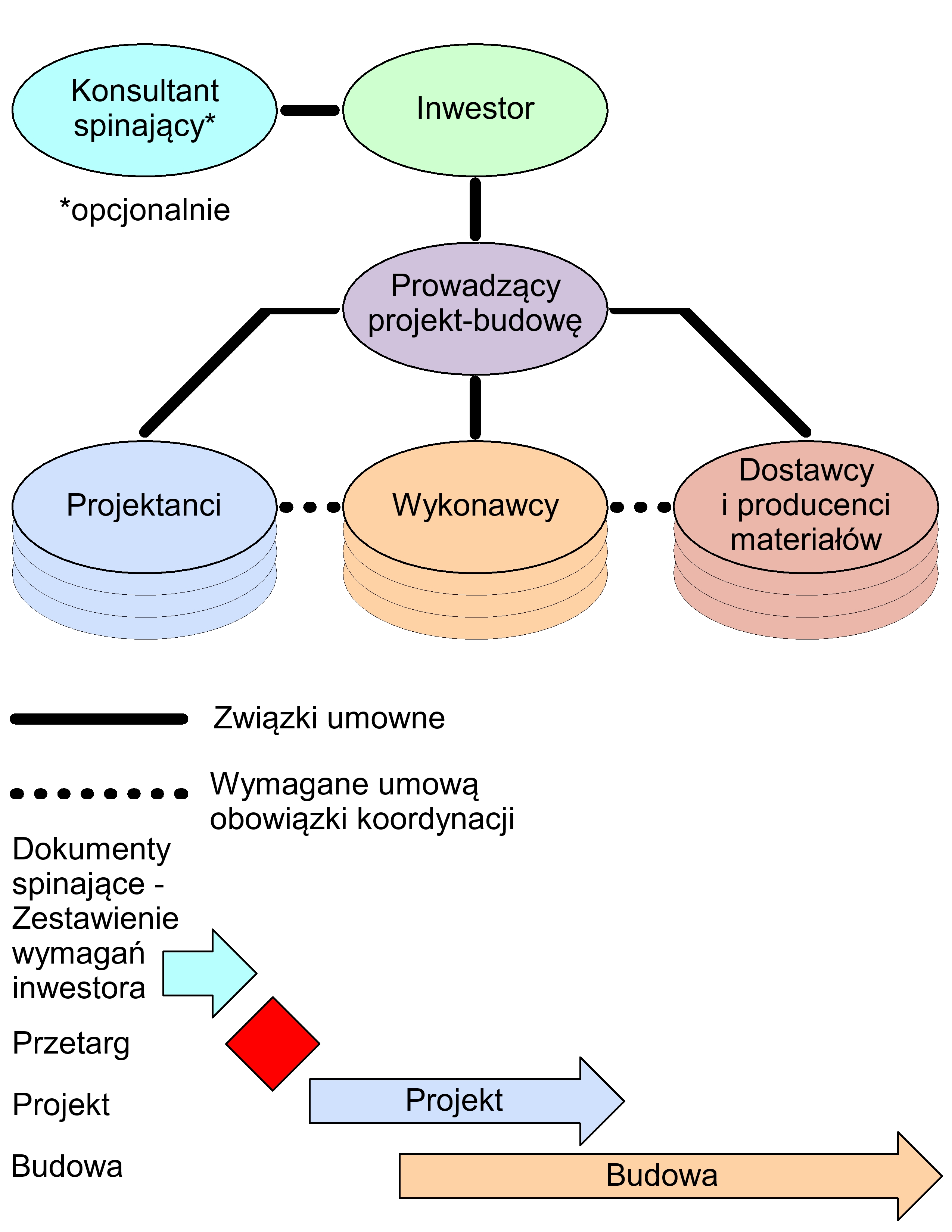
Projekt-budowa

ang. Design-Build (DB) lub Design-Construct (DC)
W metodzie realizacji przedsięwzięcia budowlanego typu „projekt-budowa”, znanej także jako „ projektuj i buduj”, właściciel/inwestor opracowuje plan koncepcyjny projektu – zestawienie wymagań inwestora (rodzaj instrukcji dla wykonawcy – podmiotu prowadzącego projekt-budowę; nie należy mylić z instrukcjami dla oferentów przetargu – ang. Instructions to Bidders), a następnie pozyskuje oferty od wykonawców, lub wspólnych przedsięwzięć (ang. joint ventures) architektów i/lub inżynierów i budowniczych na zaprojektowanie i wykonanie projektu. Jest to alternatywa dla tradycyjnego modelu realizacji przedsięwzięć budowy infrastruktury publicznej, która nie obejmuje finansowania prywatnego.
Inwestor początkowo może zatrudnić projektanta, który przygotowuje projekt wstępny, ze zdatnościowymi specyfikacjami technicznymi (ang. performance specifications) opisującymi funkcjonalność i cechy elementów projektowanego budynku, w formacie Uniformat (mniej szczegółowym niż MasteFormat) zwany projektem spinającym, dokumentami spinającymi (ang. bridging documents) lub zestawieniem wymagań inwestora (ang. Owner’s Requirements Statement). W tych dokumentach inwestor zawiera całą istotną dla niego informację o funkcjach i cechach przedsięwzięcia budowlanego i obiektu, które są dla niego ważne. Następnie wyłania w przetargu przeprowadzanym jako prośba o propozycję (ang. Request for Proposal – RFP) wykonawcę oferującego najlepszą cenę i najkrótszy harmonogram robót. Ten wykonawca zatrudnia projektantów wykonujących na podstawie dokumentów spinających projekt wykonawczy, wraz ze szczegółowym, często nakazowym opisem technicznym (ang. prescriptive specifications) w MasterFormat. Nie są to projektanci zatrudnieni oryginalnie przez inwestora, lecz przez wykonawcę, badź będący z nim w „joint venture”. Inwestor ma nikły wpływ na podejmowane na tym etapie decyzje projektowe – z zasady nie wtrąca się – w metodzie projekt-budowa, próby zmian w projekcie przez inwestora zwykle wiążą się wówczas z wysokimi kosztami. Ta metoda realizacji przedsięwzięć budowlanych pozwala zarówno na „szybką ścieżkę”, jak i na maksymalne ograniczenie kosztów, choć jakość, rozumiana jako dokładne odzwierciedlenie wszystkich potrzeb inwestora, zwłaszcza tych niewyartykułowanych w dokumentach spinających, może nie być priorytetem.
Metoda realizacji przedsięwzięcia budowlanego „projekt-budowa” pozwala na wczesną kooperację projektantów z wykonawcami, którzy często są pracownikami jednego przedsiębiorstwa lub wspólnego przedsięwzięcia (joint venture), co pozwala na innowacyjność i cięcie kosztów, jednak inwestor musi się związać umową na określoną cenę, zanim zakończy się projektowanie obiektu. W tej metodzie jest sprawą krytyczną, by zestawienie wymagań inwestora było dokładne i kompletne w odzwierciedleniu wymagań funkcjonalnych, jakościowych i użytkowych, a inwestor zobowiązał się do utrzymania zakresu prac i ich specyfikacji określonego przed przetargiem na wybór podmiotu realizującego przedsięwzięcie budowlane metodą projekt-budowa.
Zapłata zwykle jest ryczałtem, lub stosuje się ceny jednostkowe. Stosuje się również płatności na zasadzie koszt plus gwarantowana cena maksymalna, która jest wówczas wybraną w przetargu ceną ofertową.
Promowaniem najlepszych praktyk metody realizacji przedsięwzięć budowlanych „projekt-budowa” zajmuje się Design-Build Institute of America Canadian Design-Build Institute.
Standardowe umowy są publikowane przez American Institute of Architects, Engineers Joint Contract Documents Committee – EJCDC, Design-Build Institute of America, ConsensusDocs Coalition, Canadian Construction Documents Committee, Międzynarodową Federację Inżynierów Konsultantów FIDIC, Instytut Inżynierów Cywilnych – Institution of Civil Engineers – ICE / New Engineering Contract, Joint Contracts Tribunal – JTC.
„Projekt-budowa” (ang. DB) ma wiele wariantów wśród złożonych metod realizacji przedsięwzięcia budowlanego, opisanych poniżej.

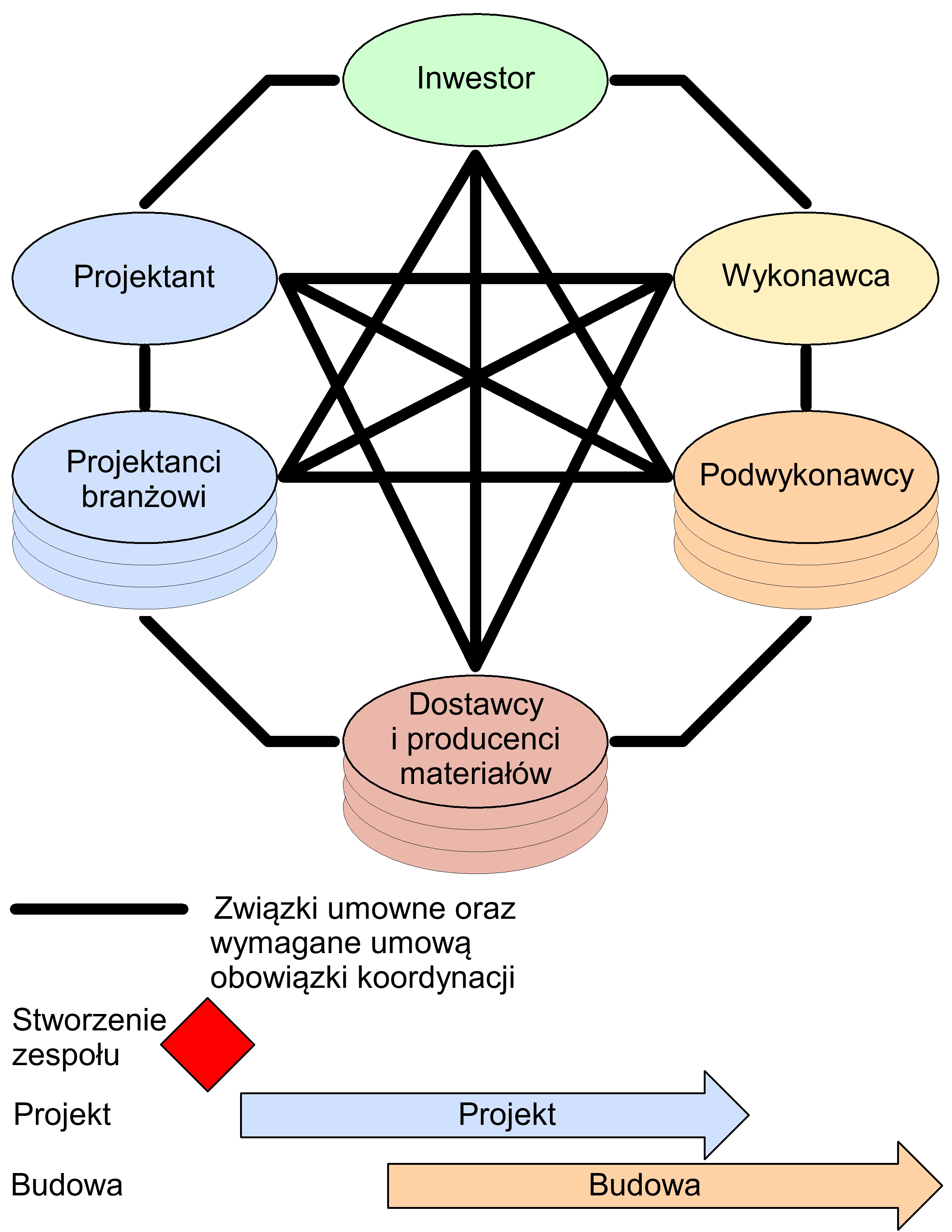
Zintegrowana realizacja przedsięwzięcia budowlanego

### Zintegrowana realizacja przedsięwzięcia budowlanego (IPD)
ang. Integrated Project Delivery (IPD)
Zintegrowana realizacja przedsięwzięcia budowlanego ma na celu zaangażowanie wszystkich uczestników (ludzi, systemów, struktur biznesowych i praktyk) we wszystkich fazach projektowania, wytwarzania i budowy, w celu poprawy wydajności projektu i zmniejszenia „marnotrawstwa” w realizacji projektu (tj. eliminacji wszelkich procesów, które nie dodają wartości bezpośrednio do produktu końcowego).
IPD jest ściśle związane z filozofią szczupłego zarządzania i szczupłej produkcji w budownictwie – Lean Construction. Stosuje się w niej proces zintegrowanego projektowania (ang. Integrated Design Process – IDP), który kładzie szczególny nacisk na projektowanie energooszczędne i zrównoważone.
Zintegrowana realizacja przedsięwzięcia budowlanego wyróżnia się rozwiązaniami umownymi stawiającymi na zbieżność interesów biznesowych wszystkich stron procesu poprzez wielostronną umowę, w której biorą udział co najmniej inwestor, projektant – konsultant i wykonawca. Umowa typu IPD wymaga kooperacji poprzez cały okres projektowania i budowy, dla zapewnienia sukcesu przedsięwzięcia. Wyraża się ona między innymi dzielonym ryzykiem finansowym umawiających się, zrzeczeniem się prawa do wzajemnych pozwów o odpowiedzialność za błędy, przejrzystością finansową pomiędzy stronami, wczesnym zaangażowaniem wszystkich stron, oraz wspólnym ustalaniem celów i podejmowaniem decyzji. Krytyczne jest, by strony sobie ufały i darzyły się wzajemnym szacunkiem, miały chęć współpracować i komunikowały się w otwarty sposób. Potrzebne jest również poświęcenie wystarczających i odpowiednich zasobów kadrowych w przedsiębiorstwach stron, osób komunikatywnych, taktownych i bezpośrednich, dla utrzymania wzajemnego zaufania i szacunku.
Metodą płatności jest zwykle koszt plus gwarantowana cena maksymalna, co zachęca do szukania oszczędności i redukcji zbędnych procesów, bo wszystkie strony zyskują, gdy projekt zostanie zrealizowany poniżej przewidywanych kosztów. Wśród procesów, które można zwykle wyeliminować, lub przyspieszyć (oszczędności na czasie i w koszcie kredytu) są wymagane od wykonawcy w będącym częścią umowy opisie technicznym zadania do przedłożenia (ang. submittals). Na przykład rysunki warsztatowe (ang. shop drawings), przygotowywane przez podwykonawców jako interpretacja projektu dostosowująca detale projektowe do praktyk ich przedsiębiorstwa, a zwykle sprawdzane przez projektanta na etapie budowy, mogą nie być potrzebne, jeśli przygotowanie tych detali w ramach projektu powierzy się od początku danemu podwykonawcy, a projektant jedynie je sprawdza. To samo dotyczy przedstawienia wymaganych próbek, arkuszy technicznych, rezultatów testów itp. Również inne wymagania specyfikacji, jak naturalnej wielkości makiety (ang. mock-ups) sprawdzające sposób aplikacji specyfikowanych materiałów lub komponentów i ich sprawność oraz funkcjonowanie po wmontowaniu w większą całość, można zbudować i przetestować z dużym wyprzedzeniem, nie opóźniając budowy. Na wczesnym etapie można rozważać i kosztorysować rozwiązania alternatywne, a zatwierdzanie substytuowanych materiałów i komponentów też może być szybsze, lub można go w ogóle uniknąć, wybierając od razu najbardziej wartościowe rozwiązanie, korzystając ze znajomości rynku przez wykonawców.
Szerokiej współpracy sprzyja użycie projektowania wspomaganego komputerowo metodami BIM. Wyeliminowanie, dzięki wzajemnemu zrzeczeniu się przez strony prawa do dochodzenia szkód, obaw projektantów co do udostępnienia modelu budynku konstruowanego wirtualnie w programie BIM wykonawcom, i pozwolenie im na wprowadzanie w nim uzgodnionych zmian, eliminuje „przerysowywanie” projektu na potrzeby wykonania pomiarów, kosztorysowania itp. W innych metodach realizacji przedsięwzięcia budowlanego projektant udostępnia swoje rysunki i specyfikacje w formacie, który nie daje się modyfikować (papier lub pdf), i opisane co do powodów, dla jakich je wydaje (dla zatwierdzenia przez odpowiednie władze warunków zabudowy, projektu wykonawczego, na przetarg, skonsolidowane z uzupełnieniami (ang. łac. addenda) wydanymi w trakcie przetargu itp.), by w razie sporu było wiadomo, co ma być podstawą ustalenia intencji projektowych i oceny, czy ewentualne błędy są winą projektanta, czy wykonawcy. Umowa IPD umożliwia wykorzystanie jednego modelu BIM przez wszystkich uczestników realizacji przedsięwzięcia budowlanego, zachowując jednocześnie pełne zaangażowanie inwestora na każdym etapie projektowania i budowy.
Standardowe umowy są publikowane przez American Institute of Architects, Canadian Construction Documents Committee, Instytut Inżynierów Cywilnych – Institution of Civil Engineers – ICE / New Engineering Contract, ConsensusDocs Coalition. Dodatkowe informacje można uzyskać na stronach The Integrated Project Delivery Alliance, Lean Integrated Project Delivery, The Center for Innovation in the Design and Construction Industry, Charles Pankow Foundation – Building Innovation Through Research, Lean Construction Institute of Canada.

#### Kontraktowanie zlecenia pracy (JOC)
ang. Job Order Contracting (JOC)
Forma Zintegrowanej Realizacji Projektu Budowlanego (IPD) przeznaczona specjalnie do napraw, renowacji, konserwacji, zrównoważonego rozwoju i „drobnych” nowych budów. Każda umowa zlecenia pracy korzysta z cennika jednostkowego do wyceny każdego zlecenia pod parasolem umowy wieloletniej.

## Złożone metody realizacji przedsięwzięcia budowlanego

### Pod Klucz
ang. Turnkey
Jest to wariant metody realizacji przedsięwzięcia budowlanego „projekt-budowa”, opisanego wyżej, wśród podstawowych metod realizacji przedsięwzięć budowlanych, gdzie wykonawca podejmuje się realizacji specyficznych komponentów technologicznych, wymagających niebudowlanej wiedzy inżynierskiej, patentów, lub praktycznej wiedzy „know how”. Metoda „Pod klucz” prócz projektu i budowy, a w tym wykończenia budynku, obejmuje jego wyposażenie przez wykonawcę w specjalistyczny sprzęt i towary, tak by inwestor natychmiast po odbiorze budynku mógł rozpocząć jego eksploatację, czyli działalność gospodarczą bądź instytucjonalną, tak jak po włączeniu samochodu, przekręcając kluczyki w stacyjce, możliwa jest natychmiast jazda. Dla przykładu w fabryce będzie zamontowana przez wykonawcę linia produkcyjna, w hotelu wstawione meble i pościel, w sklepie rozmieszczony towar na półkach, w szpitalu gotowa sala operacyjna i zamontowany sprzęt diagnostyczny typu aparat rezonansu magnetycznego itp. Korzyścią tej metody, gdy inwestor liczy opłacalność przedsięwzięcia budowlanego od momentu rozpoczęcia działalności w obiekcie, a nie od momentu zakończenia budowy, jest brak okresu przejściowego pomiędzy oddaniem obiektu, a jego wyposażeniem. Umawiając się z wykonawcą na termin, inwestor jest pewien, że będzie mógł zacząć zarabiać w obiekcie natychmiast po przejęciu go od wykonawcy. Często z tej metody korzystają sieci handlowe, gastronomiczne, hotelarskie, gdy otwierają kolejny punkt w nowej lokalizacji. Istotnym elementem umów pod klucz jest sprawdzenie sprawności i uruchomienie (ang. commissioning) systemów obiektu.
Standardową umowę na realizacje przedsięwzięcia budowlanego pod klucz publikuje FIDIC.
To rozumienie jest inne od potocznego określania budynków o wykończonych wnętrzach, jako wykonanych pod klucz. W wielu krajach oddawanie do użytku budynków mieszkalnych bez ścianek działowych, wewnętrznej stolarki wbudowanej (ang. millwork) jak szafki kuchenne, czy bez wykończonych podłóg, nie jest praktykowane ze względu na wymagania prawa budowlanego i innych regulacji dotyczących lokali mieszkalnych, a deweloper oferuje kupującym kilka skoordynowanych kolorystycznie zestawów materiałów wykończeniowych do wyboru. Natomiast oddaje się do użytku komercyjne lokale handlowe i usługowe, gdzie nie wykonano prac opisanych między innymi w sekcji dziewiątej MasterFormat, czy w elemencie C systemu klasyfikacji Uniformat, by umożliwić najemcom zindywidualizowane zagospodarowanie lokalu w ramach odrębnego przedsięwzięcia budowlanego zwanego „udoskonaleniami najemcy” (ang. Tenant Improvements). Tu przedsięwzięcie wykończenia wnętrz może być „pod klucz”, lub nie, w zależności od przyjętej metody realizacji przedsięwzięcia budowlanego – rodzaju umowy zawartej na usługi budowlane, i tego, czy specjalistyczny sprzęt i wyposażenie, potrzebne do działalności gospodarczej inwestora, zostanie zainstalowane w ramach umowy, przez wykonawcę, czy przez inwestora, po zakończeniu robót wykończeniowych.

### Projekt-budowa-obsługa eksploatacji-utrzymanie (DBOM)
ang. Design-Build-Operate-Maintain (DBOM)
Jest to wariant metody realizacji przedsięwzięcia budowlanego „Projekt-Budowa”, opisanego wyżej, wśród podstawowych metod realizacji przedsięwzięć budowlanych. Metoda „Projekt-Budowa-Obsługa Eksploatacji-Utrzymanie” idzie o krok dalej niż „Projekt-Budowa”, włączając obsługę eksploatacji i konserwację/utrzymanie ukończonego budynku do tej samej pierwotnej umowy.

### Partnerstwo publiczno-prywatne P3, PPP lub 3P
ang. Public Private Partnership (P3, PPP, 3P)
Partnerstwo publiczno-prywatne to porozumienie o współpracy między jednym lub kilkoma podmiotami publicznymi (zazwyczaj właścicielem) a innym podmiotem (zazwyczaj z sektora prywatnego) w celu zaprojektowania, zbudowania, finansowania, a czasami obsługi i utrzymania projektu przez określony czas w imieniu właściciela. Partnerstwo publiczno-prywatne odnosi się co najmniej do idei współpracy sektora publicznego z sektorem prywatnym. Poniższe modele są zwykle używane w projektach P3.
Standardowe umowy publikuje: Engineers Joint Contract Documents Committee – EJCDC, ConsensusDocs Coalition. Dodatkowe informacje można znaleźć na stronach: European Court of Auditors, The World Bank, The Canadian Council for Public-Private Partnerships – Le Conseil Canadien pour les Partenariats Public-Privé, Finnish Road Enterprise.

### Budowa-finansowanie (BF)
ang. Build-Finance (BF)
Podmiot prywatny buduje nieruchomość i finansuje koszty w okresie budowy, po czym odpowiedzialność jest przekazywana podmiotowi publicznemu. Poziom zaangażowania i ryzyka ponoszonego przez sektory prywatny jest w tym modelu najniższy, w porównaniu z innymi metodami P3.

### Budowa-obsługa eksploatacji-transfer (BOT)
ang. Build-Operate-Transfer (BOT)
Budowa-Obsługa Eksploatacji-Transfer (BOT) oznacza pełną integrację realizacji projektu: ta sama umowa reguluje projektowanie, budowę, eksploatację, konserwację i finansowanie projektu. Po pewnym okresie – po upływie koncesji obiekt zostaje przekazany z powrotem właścicielowi (państwowemu).

### Budowa-przewłaszczenie-obsługa eksploatacji-transfer (BOOT)
ang. Build–Own–Operate–Transfer (BOOT)
Budowa-Przewłaszczenie-Obsługa Eksploatacji-Transfer (BOOT) struktura różni się od BOT tym, że właścicielem inwestycji jest podmiot prywatny. W okresie koncesji prywatna firma jest właścicielem i operatorem obiektu, którego głównym celem jest odzyskanie kosztów inwestycji i jej utrzymania, jednocześnie starając się osiągnąć wyższą marżę na projekcie. BOOT znalazł zastosowanie w projektach takich jak autostrady, drogi masowego transportu, transport kolejowy i energetyka.

### Budowa-przewłaszczenie-obsługa eksploatacji (BOO)
ang. Build–Own–Operate (BOO)
W projekcie Budowa-Przewłaszczenie-Obsługa Eksploatacji (BOO) własność inwestycji pozostaje zwykle w rękach firmy inwestującej, której regulator państwowy udziela koncesji, takiej jak sieć telefonii komórkowej. W związku z tym prywatna firma czerpie korzyści z jakiejkolwiek wartości rezydualnej projektu. Ramy te stosuje się, gdy fizyczne życie projektu zbiega się z okresem koncesji. Program BOO wiąże się z dużymi kwotami finansowania i długim okresem zwrotu. Niektóre przykłady projektów BOO pochodzą z zakładów uzdatniania wody.

### Budowa-leasing-transfer (BLT)
ang. Build–Lease–Transfer (BLT)
W ramach BLT podmiot prywatny buduje kompletny projekt i dzierżawi go rządowi. W ten sposób kontrola nad projektem przechodzi z właściciela projektu na leasingobiorcę. Innymi słowy, własność pozostaje w rękach udziałowców, ale cele operacyjne są dzierżawione. Po wygaśnięciu leasingu własność aktywów infrastrukturalnych i odpowiedzialność za obsługę eksploatacji przechodzi na rząd po wcześniej uzgodnionej cenie.

### Projekt-budowa-finansowanie-utrzymanie (DBFM)
ang. Design-Build-Finance-Maintain (DBFM)
„Sektor prywatny projektuje, buduje i finansuje aktywa oraz świadczy usługi w zakresie twardego zarządzania obiektami lub konserwacji w ramach długoterminowej umowy”. Właściciel (zwykle sektor publiczny) obsługuje obiekt. Model ten znajduje się pośrodku spektrum ryzyka i zaangażowania sektora prywatnego.

### Projekt-budowa-finansowanie-utrzymanie-obsługa użytkowania (DBFMO)
ang. Design–Build–Finance–Maintain-Operate (DBFMO)
Projekt-budowa-finansowanie-utrzymanie-obsługa użytkowania/eksploatacji (DBFMO) to metoda realizacji projektu bardzo podobna do BOOT, z tą różnicą, że nie dochodzi do faktycznego przeniesienia własności. Ponadto wykonawca przejmuje ryzyko finansowania do końca okresu umowy. Właściciel przejmuje wówczas odpowiedzialność za konserwację/utrzymanie i obsługę eksploatacji. Model ten jest szeroko stosowany w konkretnych projektach infrastrukturalnych, takich jak drogi płatne. Prywatna firma budowlana odpowiada za zaprojektowanie i wybudowanie elementu infrastruktury dla rządu, który jest prawdziwym właścicielem. Ponadto podmiot prywatny ma obowiązek pozyskiwania środków finansowych w okresie budowy i eksploatacji. Zazwyczaj sektor publiczny rozpoczyna płatności na rzecz sektora prywatnego za użytkowanie majątku po zakończeniu budowy. Według Europejskiego Trybunału Obrachunkowego jest to najczęściej stosowany model w UE.

### Projekt-budowa-obsługa użytkowania-transfer (DBOT)
ang. Design–Build–Operate–Transfer (DBOT)
Ta opcja finansowania jest powszechna, gdy klient nie ma wiedzy na temat przedsięwzięcia. Dlatego zleca projekt firmie, która go zaprojektuje, wybuduje, eksploatuje, a następnie przekaże. Przykładami takich projektów są konstrukcje rafineryjne.

### Projekt-budowa-zarządzanie-finansowanie (DCMF)
ang. Design–Construct–Manage–Finance (DCMF)
Podmiotowi prywatnemu powierza się zaprojektowanie, budowę, zarządzanie i finansowanie obiektu w oparciu o specyfikacje rządu. Przepływy pieniężne projektu wynikają z płatności rządu za wynajem obiektu. Niektóre przykłady modelu DCMF to więzienia lub szpitale publiczne.

## Trendy w rozpowszechnieniu metod realizacji przedsięwzięć budowlanych
Chociaż projekt-przetarg-budowa jest obecnie metodą używaną w większości projektów prywatnych i większości projektów publicznych, historycznie nie był to dominujący sposób realizacji projektów budowlanych. Mistrzowie budowlani minionych wieków występowali zarówno jako projektanci, jak i budowniczowie zarówno dla klientów publicznych, jak i prywatnych. W Stanach Zjednoczonych, droga Zane’s Post Road w Ohio i Szybka Kolej Miejska Interborough Rapid Transit Company (IRT) w Nowym Jorku zostały pierwotnie opracowane w ramach bardziej zintegrowanych metod realizacji inwestycji, podobnie jak większość projektów infrastrukturalnych do 1933 r. Zintegrowana Realizacja Projektów Budowlanych oferuje nową metodę realizacji przedsięwzięć w celu usunięcia znacznego marnotrawstwa z procesu budowlanego przy jednoczesnej poprawie jakości i powrocie do metod z przeszłości, opartych na współpracy. Starając się pomóc profesjonalistom z branży w wyborze odpowiednich systemów realizacji przedsięwzięć, badacze ds. zarządzania budową przygotowali Metody Zamówień i Model Wyboru Umowy (Procurement Method and Contract Selection Model), które można wykorzystać w poszczególnych przypadkach konkretnych przedsięwzięć budowlanych do podejmowania decyzji na wysokim szczeblu.

## Różnice koncepcyjne między metodami realizacji przedsięwzięcia budowlanego

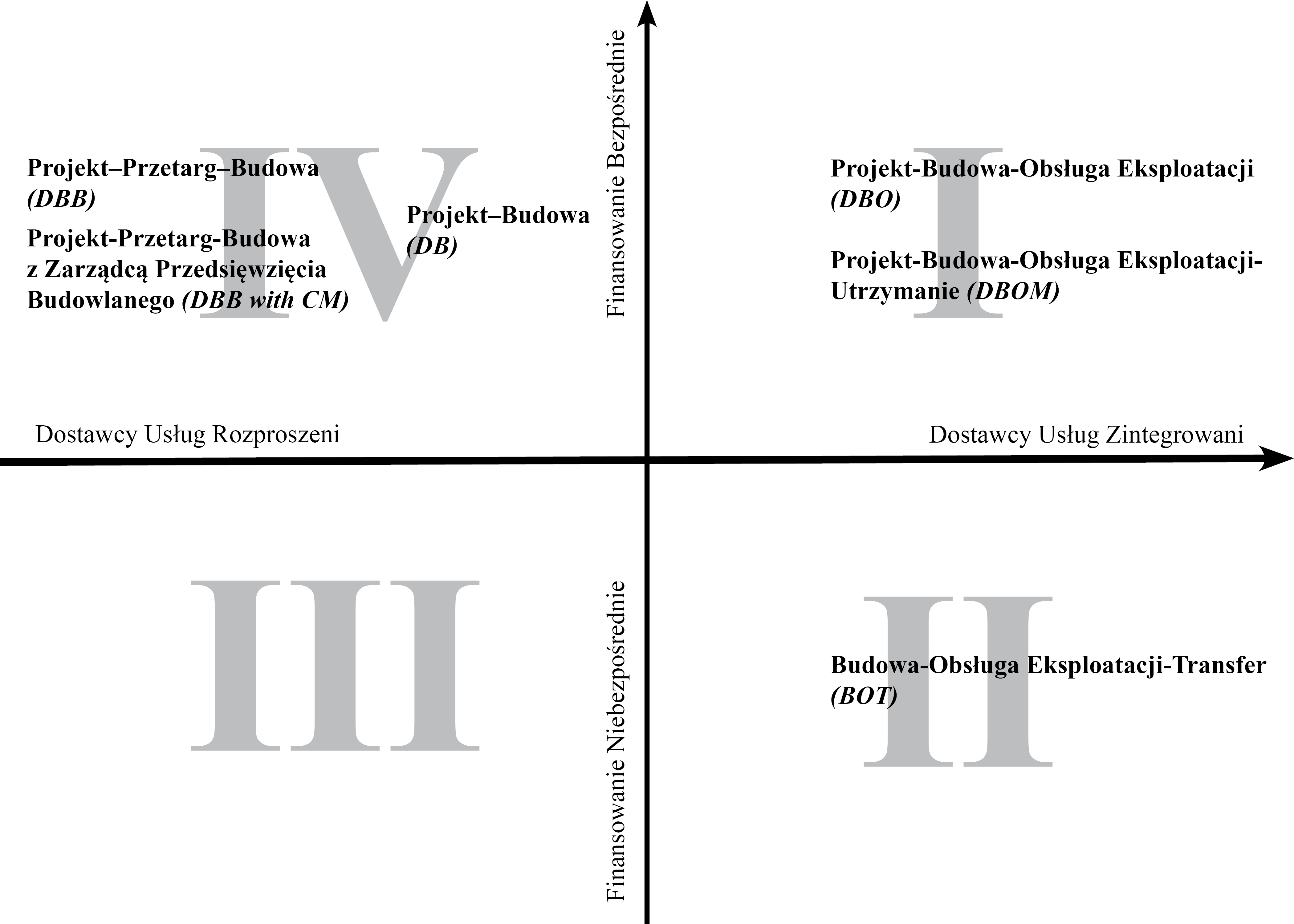
Graficzna reprezentacja konceptualnych różnic pomiędzy metodami realizacji przedsięwzięć budowlanych

Istnieją dwie kluczowe zmienne, które odpowiadają za większość różnic między metodami realizacji przedsięwzięć budowlanych:
- Stopień integracji różnych dostawców usług projektowych i budowlanych.
- Stopień, w jakim właściciel/inwestor bezpośrednio finansuje projekt.

Kiedy różni usługodawcy (projektanci, wykonawcy, podwykonawcy) są podzieleni na segmenty, właściciel/inwestor ma największą kontrolę, ale ta kontrola jest kosztowna i nie daje każdemu dostawcy usług motywacji do optymalizacji swojego wkładu w następną usługę. Gdy istnieje ścisła integracja między dostawcami usług projektowych, budowlanych i innych, każdy etap dostawy usług jest podejmowany z myślą o przyszłych działaniach, co prowadzi do oszczędności kosztów, ale ogranicza wpływ właściciela na cały projekt.
Bezpośrednie finansowanie przedsięwzięcia przez właściciela oznacza po prostu, że właściciel bezpośrednio płaci dostawcom za ich usługi. W przypadku obiektu o stałym strumieniu przychodów możliwe staje się finansowanie pośrednie: zamiast być opłacanymi przez właściciela, dostawcy są opłacani z dochodów uzyskanych z eksploatacji obiektu.
Istnieje ryzyko pomylenia finansowania pośredniego z prywatyzacją. Chociaż dostawcy usług mają koncesję na eksploatację i pobieranie dochodów z obiektu, który zbudowali i sfinansowali, sama inwestycja pozostaje własnością właściciela/inwestora (zwykle agencji rządowej w przypadku infrastruktury publicznej).

### Poziom zaangażowania prywatnego
|                                                      | Zidentyfikowanie potrzeby infrastrukturalnej | Propozycja rozwiązania potrzeby infrastrukturalnej | Projektowanie inwestycji | Finansowanie projektu | Budowa           | Użytkowanie/ Obsługa eksploatacji | Utrzymanie i naprawy | Własność         | Koncesja? |
| ---------------------------------------------------- | -------------------------------------------- | -------------------------------------------------- | ------------------------ | --------------------- | ---------------- | --------------------------------- | -------------------- | ---------------- | --------- |
| Przetarg-Budowa                                      | Sektor Publiczny                             | Sektor Publiczny                                   | Sektor Publiczny         | Sektor Publiczny      | Sektor Prywatny  | Sektor Publiczny                  | Sektor Publiczny     | Sektor Publiczny | Nie       |
| Projekt-Przetarg-Budowa                              | Sektor Publiczny                             | Sektor Publiczny                                   | Sektor Prywatny          | Sektor Publiczny      | Sektor Prywatny  | Sektor Publiczny                  | Sektor Publiczny     | Sektor Publiczny | Nie       |
| Projekt-Budowa                                       | Sektor Publiczny                             | Sektor Publiczny                                   | Sektor Prywatny          | Sektor Publiczny      | Sektor Prywatny  | Sektor Publiczny                  | Sektor Publiczny     | Sektor Publiczny | Nie       |
| Projekt-Budowa-Finansowanie                          | Sektor Publiczny                             | Sektor Publiczny                                   | Sektor Prywatny          | Sektor Prywatny       | Sektor Prywatny  | Sektor Publiczny                  | Sektor Publiczny     | Sektor Publiczny | Nie       |
| Projekt-Budowa-Finansowanie-Utrzymanie               | Sektor Publiczny                             | Sektor Publiczny                                   | Sektor Prywatny          | Sektor Prywatny       | Sektor Prywatny  | Sektor Publiczny                  | Sektor Prywatny      | Sektor Publiczny | Nie       |
| Projekt-Budowa-Finansowanie-Użytkowanie              | Sektor Publiczny                             | Sektor Publiczny                                   | Sektor Prywatny          | Sektor Prywatny       | Sektor Prywatny  | Sektor Prywatny                   | Sektor Publiczny     | Sektor Publiczny | Nie       |
| Projekt-Budowa-Finansowanie-Utrzymanie-Użytkowanie   | Sektor Publiczny                             | Sektor Publiczny                                   | Sektor Prywatny          | Sektor Prywatny       | Sektor Prywatny  | Sektor Prywatny                   | Sektor Prywatny      | Sektor Publiczny | Nie       |
| Budowa-Finansowanie                                  | Sektor Publiczny                             | Sektor Publiczny                                   | Sektor Publiczny         | Sektor Prywatny       | Sektor Prywatny  | Sektor Publiczny                  | Sektor Publiczny     | Sektor Publiczny | Nie       |
| Umowa o obsługę eksploatacji i utrzymanie            | Sektor Publiczny                             | Sektor Publiczny                                   | Sektor Publiczny         | Sektor Publiczny      | Sektor Publiczny | Sektor Prywatny                   | Sektor Prywatny      | Sektor Publiczny | Nie       |
| Budowa-Obsługa Eksploatacji-Transfer                 | Sektor Publiczny                             | Sektor Publiczny                                   | Sektor Prywatny          | Sektor Prywatny       | Sektor Prywatny  | Sektor Prywatny                   | Sektor Prywatny      | Sektor Publiczny | Czasowa   |
| Budowa-Leasing-Transfer                              | Sektor Publiczny                             | Sektor Publiczny                                   | Sektor Prywatny          | Sektor Prywatny       | Sektor Prywatny  | Sektor Publiczny                  | Sektor Prywatny      | Sektor Prywatny  | Czasowa   |
| Budowa-Przewłaszczenie-Obsługa Eksploatacji-Transfer | Sektor Publiczny                             | Sektor Publiczny                                   | Sektor Prywatny          | Sektor Prywatny       | Sektor Prywatny  | Sektor Prywatny                   | Sektor Prywatny      | Sektor Prywatny  | Czasowa   |
| Budowa-Przewłaszczenie-Obsługa Eksploatacji          | Sektor Publiczny                             | Sektor Publiczny                                   | Sektor Prywatny          | Sektor Prywatny       | Sektor Prywatny  | Sektor Prywatny                   | Sektor Prywatny      | Sektor Prywatny  | Tak       |
| Propozycje umów z inicjatywy rynkowej                | Sektor Prywatny                              | Sektor Prywatny                                    | Sektor Prywatny          | Sektor Prywatny       | Sektor Prywatny  | Sektor Prywatny                   | Sektor Prywatny      | Sektor Publiczny | Nie       |

## Lista organizacji z pomocnymi informacjami

### Europa Kontynentalna
Fédération Internationale Des Ingénieurs-Conseils – FIDIC

### Kanada
Canadian Construction Documents Committee – CCDC
Royal Architectural Institute of Canada – RAIC
Construction Specifications Canada – CSC
Canadian Construction Association – CCA
The Association of Consulting Engineering Companies Canada – ACEC|Canada
The Integrated Project Delivery Alliance
The Canadian Council for Public-Private Partnerships

### Stany Zjednoczone
American Institute of Architects – AIA
Engineers Joint Contract Documents Committee – EJCDC
The American Council of Engineering Companies – ACEC
The National Society of Professional Engineers – NSPE
The American Society of Civil Engineers – Construction Institute – ASCE-CI
The Associated General Contractors of America
ConsensusDocs Coalition
Construction Management Association of America – CMAA
Design-Build Institute of America – DBIA
Construction Specifications Institute – CSI
Lean Integrated Project Delivery
Lean Construction Institute
The Center for Innovation in the Design and Construction Industry
Charles Pankow Foundation – Building Innovation through Research
The World Bank
Project Management Institute

### Wielka Brytania
Joint Contracts Tribunal – JTC
Institution of Civil Engineers – ICE